# Charles Martin Smith

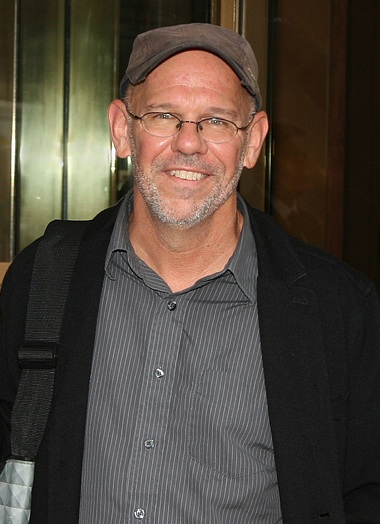
Charles Martin Smith

Charles Martin Smith (Van Nuys, 30 de outubro de 1953) é um ator, diretor e escritor de cinema norte-americano.

## Biografia
Smith nasceu em Van Nuys, Califórnia. Seu pai, Frank Smith, foi um cartunista de filmes e desenhos animados, enquanto seu tio Paul J. Smith foi um animador, e diretor da Walter Lantz Studios. Smith passou três anos de sua juventude em Paris, França, onde seu pai dirigiu um estúdio de animação francês. Ele recebeu seu diploma de ensino médio de Grover Cleveland High School, Sacramento, Califórnia. Ele participou da Califórnia State University, Northridge e foi premiado com um BA em Teatro.

## Carreira
Smith foi descoberto por um agente de talento enquanto atuando em uma peça da escola. Após alguns anos de trabalho no cinema e na televisão, ele conseguiu o papel de Terry "O sapo" em 1973 filme do George Lucas 'American Graffiti (1973) e repetiu o personagem na continuação em 1979.
Em 1974, estrelou ao lado de Ron Howard mais uma vez em The Gang Spikes, filmado na Espanha, juntamente com Lee Marvin e Gary Grimes, e em 1978 ele ganhou um papel de protagonista em um filme dirigido por Ron Howard.
Smith ganhou notoriedade como um dos companheiros de banda de Buddy Holly no The Buddy Holly Story, um motorista de carro de corrida em Herbie Disney's Goes Bananas, e como um cientista em Never Cry Wolf. Seu trabalho em Starman também foi elogiado. Em 1979 Smith foi escalado ao lado de Barney Martin como a ligação em Norman Lear 's conceito última série de TV, McGurk: A Dog's Life, que nunca progrediu além do piloto.
Um de seus últimos papéis de destaque foi em "The Beacon (The Twilight Zone)," um episódio de The Twilight Zone Nova, onde estrelou com Martin Landau, e Giovanni Ribisi em um papel mais cedo.
O resto da carreira de ator Smith tem, principalmente, envolvidos em papéis secundários. Ele recebeu boas críticas por seu trabalho como o agente Oscar Wallace em The Untouchables. Depois disto ele co-estrelou o filme The Hot Spot e Cover Deep, e em meados da década de 1990, em menos filmes de sucesso como Speechless e I Love Trouble.
Smith desempenhou um papel importante no filme da HBO E a Vida Continua (1993), em seguida, teve um desempenho bem-visto na minissérie de TV Larry McMurtry 's Streets of Laredo.
Ele também apareceu em The Beast em (1996) e em um papel menor na grande orçamento Impacto Profundo em 1998. Ele também desempenhou um personagem importante no filme de televisão Blackout Effect.
Mais recentemente, ele apareceu na mini-série, como PT Barnum, Hospital Brasil e O Triângulo, assim como o filme Lucky You, dirigido por Curtis Hanson.
Sua carreira posterior permaneceu como diretor de filmes e séries de televisão. 

## Filmografia
- Bem-vindo ao Jogo (2007)
- Left Behind: World at War (2005))
- No Encalço da Máfia
- Apartamento 17 (The Apartment Complex) (1999)
- Impacto Profundo (1998)
- Adoro Problemas (1994) Rick Medwick

- E a Vida Continua (1993)

- Partners (1993) (Feito para TV), Advogado - 'Grave Squad' Lawyer
- Estranhas Relações (1992) (Curta-metragem), 'Grave Squad' Lawyer
- Hot Spot - Um Local Muito Quente (1990)
- Os Espertinhos (1989)
- Os Intocáveis (1987)
- Starman - O Homem das Estrelas (1984)
- Never Cry Wolf (1983)
- A Última Cruzada do Fusca (1980)
- American Graffiti - E a Festa Acabou (1979)
- The Buddy Holly Story (1978)
- No Deposit, No Return (1976)
- American Graffiti - Loucuras de Verão (1973) como Charlie Martin Smith